# Tham nhũng ở Bắc Triều Tiên
Tham nhũng ở Bắc Triều Tiên là vấn đề phổ biến và ngày càng gia tăng trong xã hội nước này. Cộng hòa Dân chủ Nhân dân Triều Tiên được xếp hạng 174 trong số 180 quốc gia trong Chỉ số Nhận thức Tham nhũng năm 2021 của Tổ chức Minh bạch Quốc tế (đồng hạng với Yemen và Afghanistan). 180 quốc gia trong chỉ số này đều được xếp hạng dựa theo mức độ tham nhũng thấy rõ trong khu vực công; quốc gia có khu vực công bị cho là tham nhũng nhiều nhất xếp thứ 180. Những quy định nghiêm ngặt và hình phạt hà khắc do chế độ áp đặt, chẳng hạn như cấm tiếp cận phương tiện truyền thông nước ngoài hoặc sửa đổi máy thu thanh hoặc truyền hình hòng tiếp cận truyền thông nước ngoài, thường bị né tránh bằng cách đưa hối lộ cho cảnh sát. Việc mật báo về đồng nghiệp và các thành viên trong gia đình đã trở nên ít phổ biến hơn.
Truyền thông nhà nước Bắc Triều Tiên từng thừa nhận nạn tham nhũng tràn lan ở nước này khi đưa ra những lời buộc tội chống lại Jang Song-thaek sau khi ông này bị hành quyết vào tháng 12 năm 2013. Lời tuyên bố có đề cập đến nạn hối lộ, làm sai lệch tài liệu, buôn bán tài nguyên và đất đai, đảm bảo tài chính và phung phí tiền bạc cho mục đích cá nhân của các tổ chức nằm dưới quyền kiểm soát của Jang Song-thaek.